# Бетси Аракава
Бетси Мачико Аракава (ен. Betsy Machiko Arakawa; Хонолулу, 15. децембар 1959 — 12. фебруар 2025) била је америчка класична пијанисткиња. Била је друга супруга глумца Џина Хекмана, чије је романе лекторисала.

## Биографија
Аракава је рођена на Хавајима 15. децембра 1959. и одрасла је у Хонолулуу. Била је јапанског порекла. Похађала је музичку основну школу „Kahala Elementary school”, где је учила да свира клавир и наступила је у концертној дворани интернационалног Хонолулу центра са свега 11 година.Према некадашњим новинама „Honolulu Star Bulletin”, наступала је са симфонијским оркестром Хонолулуа, где је извела дело Јозефа Хајдна. Аракава је студирала на Универзитету Јужне Калифорније од 1981. до 1983. године. У току летњег распуста, била је навијачица спортском тиму америчког фудбала „Los Angeles Aztecs” и радила је као асистент продукције телевизијског шоу-програма „Game sharks”.
1989. године наступила је у геријатријском центру „Altenheim” у Форест Парку у Илиноису, који је коришћен као дом за старе у филму Пакет њеног будућег супруга Џина Хекмана. Упознала је Џина Хекмана 1980-их година док је радила у једном фитнес центру у Лос Анђелесу. Забављали су се седам година, након чега су се венчали 1. децембра 1991. године. Након што су се венчали, престала је да наступа као пијанисткиња. Нису имали заједничку децу (он је имао троје деце из претходног брака).
2001. године је покренула и основала радњу „Pandora's” за намештај заједно са Барбаром Ленихан у Санта Феу.
26. фебруара 2025. године, Аракавино тело је пронађено у стању распадања у њеном дому у Санта Феу заједно са телом њеног супруга и једног од њихових троје паса. Искључено је тровање угљен-моноксидом и насилна смрт.
Касније су надлежни изјавили да је узрок њене смрти пулмонарни синдром узрокован хантавирусом чији су преносници пацови, да је највероватније преминула 11. фебруара, пошто је тад забележена њена последња активност (одлазак у продавницу, ветеринарску апотеку, приватна преписка са ближњима), а да је њен супруг преминуо највероватније једно недељу дана после ње услед срчаног застоја, 18. фебруара 2025, јер је то датум кад је његов пејсмејкер евидентирао његове последње срчане откуцаје. Такође се наводи да Хекман вероватно није ни био свестан тога да је Аракава преминула због његове узнапредовале Алцхајмерове болести